# Lính nhựa
Army Man chuyển hướng ở đây, xem thêm tạp chí hài Army Man (tạp chí). Đối với loạt trò chơi điện tử xin xem Army Men (sê-ri trò chơi).

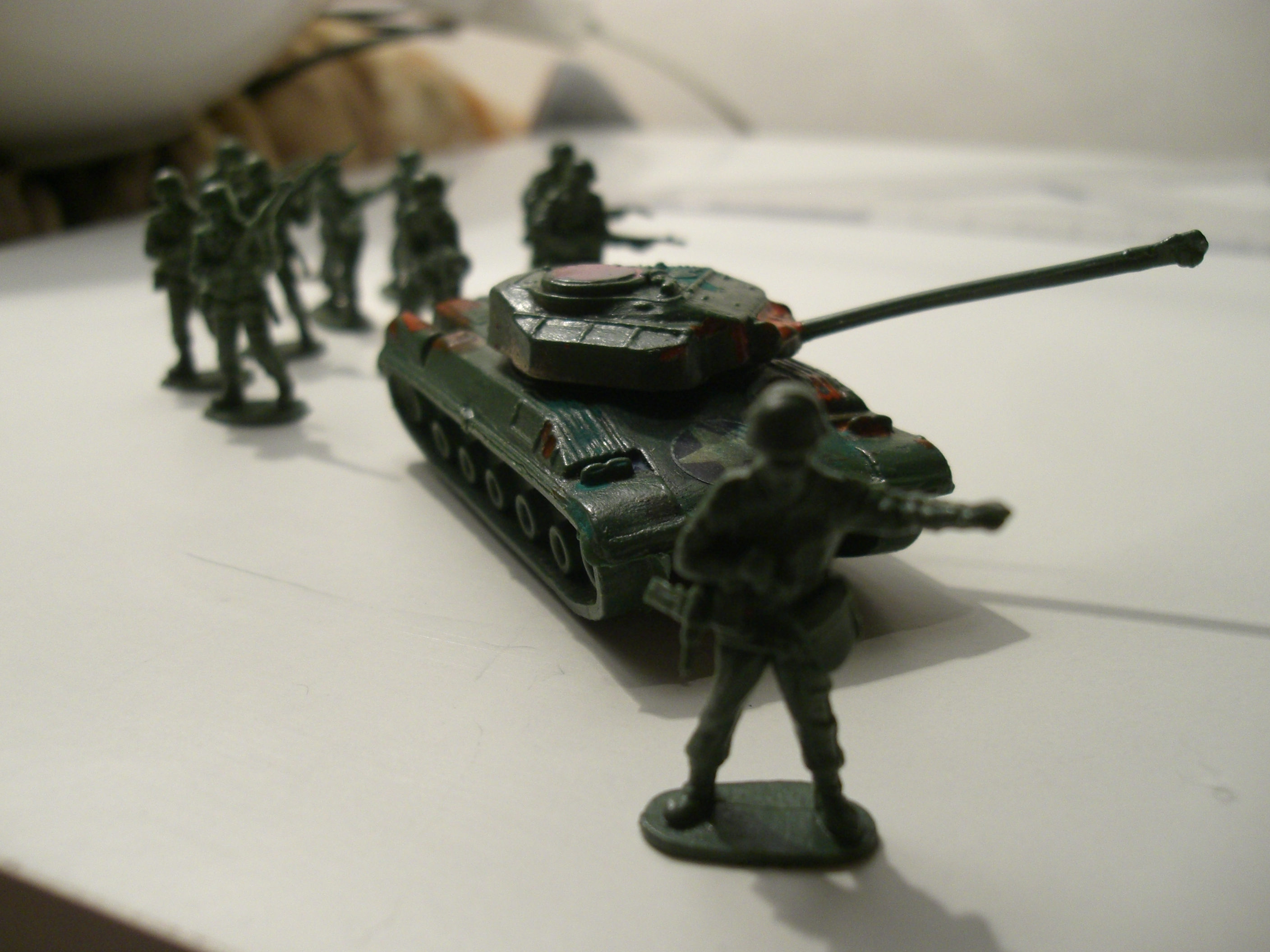
Tác chiến cùng khí tài.

Lính nhựa (tiếng Anh: army men, nghĩa là quân nhân, một dòng phổ biến nhất của lính nhựa) là những người lính đồ chơi đơn giản cao khoảng 5 cm (2 inch) và thường được đúc từ chất nhựa màu xanh lá cây hoặc màu tương đối chắc chắn. Lính nhựa chủ yếu được đúc thành một khối, kể cả vũ khí cũng như tay chân. Không giống như những người lính đồ chơi đắt tiền trong các cửa hàng đồ chơi, lính nhựa được bày bán với giá thấp trong các cửa hàng giảm giá, siêu thị, và các tiệm đồng đô la, lính nhựa là loại đồ chơi khá được yêu thích từ những năm 1950. So với nhiều loại lính đồ chơi khác thì lính nhựa được bán thường không sơn phết và hầu như luôn luôn mặc bộ quân phục hiện đại và trang bị vũ khí của thế kỷ 20. Lính nhựa không có vấn đề độc quyền như một số loại đồ chơi khác. Những figure (mẫu tượng) mang hình dáng quân đội làm từ thiếc, kẽm hay những kim loại khác, những mẫu mang tính trưng bày cho dù bằng nhựa đều không phải là lính nhựa.

## Mô tả
Lính nhựa được bày bán theo từng túi nhựa hoặc cả một xô lớn, một túi có khoảng 20 lính hoặc nhiều hơn, thường không bán theo lẻ từng con lính, lính nhựa có rất nhiều màu sắc khác nhau như màu xanh lá cây, nâu, hoặc xám, để đại diện cho các phe đối lập. Chúng được trang bị nhiều loại vũ khí, thông thường từ chiến tranh thế giới thứ II cho tới thời đại hiện nay. Vũ khí của lính nhựa bao gồm súng trường, súng máy, súng tiểu liên, súng ngắm rãnh xoắn, súng lục, lựu đạn, súng phun lửa, và bazooka. Họ cũng có thể có những lính thông tin, lính dò mìn, và lính trang bị lưỡi lê. Mũ sắt truyền thống là loại "nồi" M1 cũ được lính Mỹ sử dụng trong thời gian từ giữa đến cuối thế kỷ 20. Lính nhựa đôi khi còn được đóng gói với các phụ kiện bổ sung kèm theo bao gồm cả xe tăng (thường dựa trên xe tăng M48 Patton), xe jeep, tàu đệm khí có vũ trang, half track, pháo, trực thăng, máy bay phản lực, và hàng rào kẽm gai. Khí tài của họ thường được sản xuất trong một quy mô nhỏ hơn, nhằm tiết kiệm chi phí sản xuất bao bì. Bởi vì lính nhựa chỉ được coi là đồ chơi, không phải một mô hình, do đó chúng chỉ mang tính tương đối, có nghĩa là sẽ không giống đến từng chi tiết so với những người lính ngoài đời thực.
Hình dạng mô phỏng thường thấy nhất của Army men là lính Mỹ với chiếc nón thép M1 cũ kĩ trên đầu cùng khẩu súng M16 trong tay. Phần lớn chúng thường mang trang phục của quân đội Mỹ những năm từ 1941 đến 1960 với màu đại diện chủ yếu là màu xanh. Những màu còn lại dùng để chỉ "kẻ địch". Đi kèm với Lính nhựa dễ thấy nhất đó là những chiếc xe tăng, xe jeep bằng nhựa mềm. Có khi lại là một chiếc half tracks, một khẩu pháo howitzer 105 li, một chiếc xe tải quân sự, lều dã chiến, lô cốt, thậm chí có cả lính sử dụng đại liên, mortar, bazooka và lính nhảy dù. Những loại xe tăng thường thấy là M26, M41, M47, M48,.... Một số hãng sản xuất còn cho thêm vào những chiếc xe phóng tên lửa, xe lội nước nhằm tăng tính đa dạng cho lính nhựa. Dần dần về sau càng xuất hiện thêm nhiều công cụ hỗ trợ chiến tranh khác như: công sự, lô cốt, máy bay ném bom, trực thăng, tàu chiến loại nhỏ,.... Quân đội thì không thể thiếu quốc kì, đối với Army men cũng thế. Thông thường lá cờ dễ tìm thấy nhất là cờ Mỹ. Gần đây, hình tượng người lính Mỹ trong Army men không còn độc quyền như trước nữa mà dần thay bằng nhiều kiểu dáng quân đội các nước khác đẹp hơn.

## Đặc điểm
- Không bị ngã vì đã có đế chân rất chắc chắn.
- Không bao giờ mất hoặc buông vũ khí vì chúng đã được đúc liền khối.
- Không cần đọc một cuốn sách hướng dẫn nào, cách nhận biết rất đơn giản, màu xanh là phe ta còn màu khác thì thường là phe địch.
- Xe tăng, máy bay, lô cốt,.. tất cả đều có sẵn trong túi với lính nhựa khi mua về, chẳng cần phải mệt mỏi về chuyện phải chạy đi mua cũng như chuyện phải thay pin như một số loại đồ chơi khác.
- Không cần lo lắng về vấn đề hết hàng vì công ty nào sản xuất cũng giống công ty nào.
- So với nhiều Figure khác thì Army men rẻ hơn cả trăm lần.
- Army men có thể chơi chung với nhiều món đồ chơi khác nhau như những chiếc xe lửa chạy bằng pin, những tòa nhà mô hình, thậm chí cả một con gấu bông to lớn.
- Tỉ lệ mô phỏng của lính nhựa vào khoảng 1/25 hoặc 1/35. Tuy vậy nếu đem so kích thước của lính nhựa với những chiếc xe tank nhựa thì chắc chắn chúng không tỉ lệ như ngoài đời. Chúng không bao giờ giống 100% ngoài đời được.

## Lịch sử

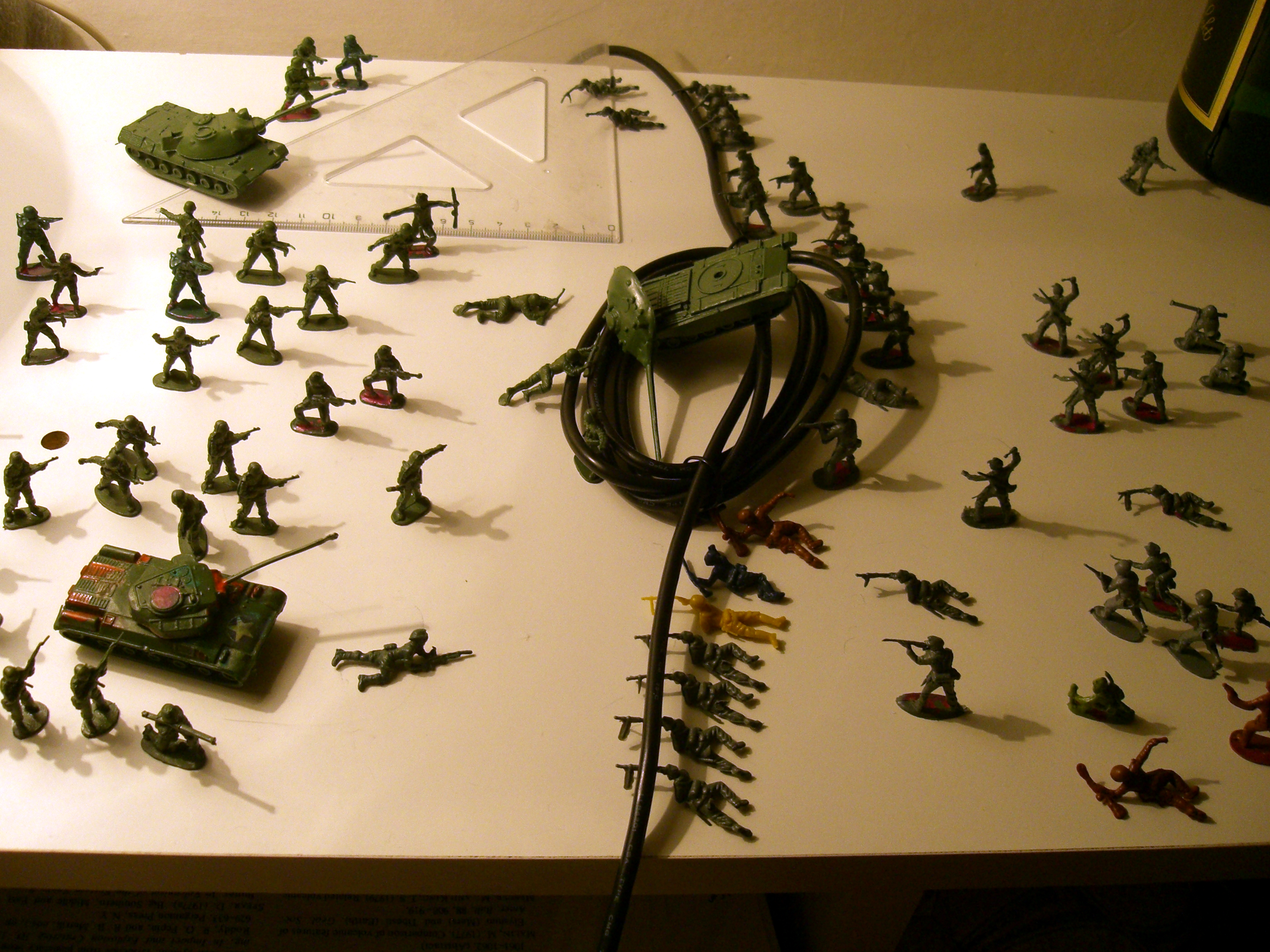
Lính nhựa chia phe đánh trận.

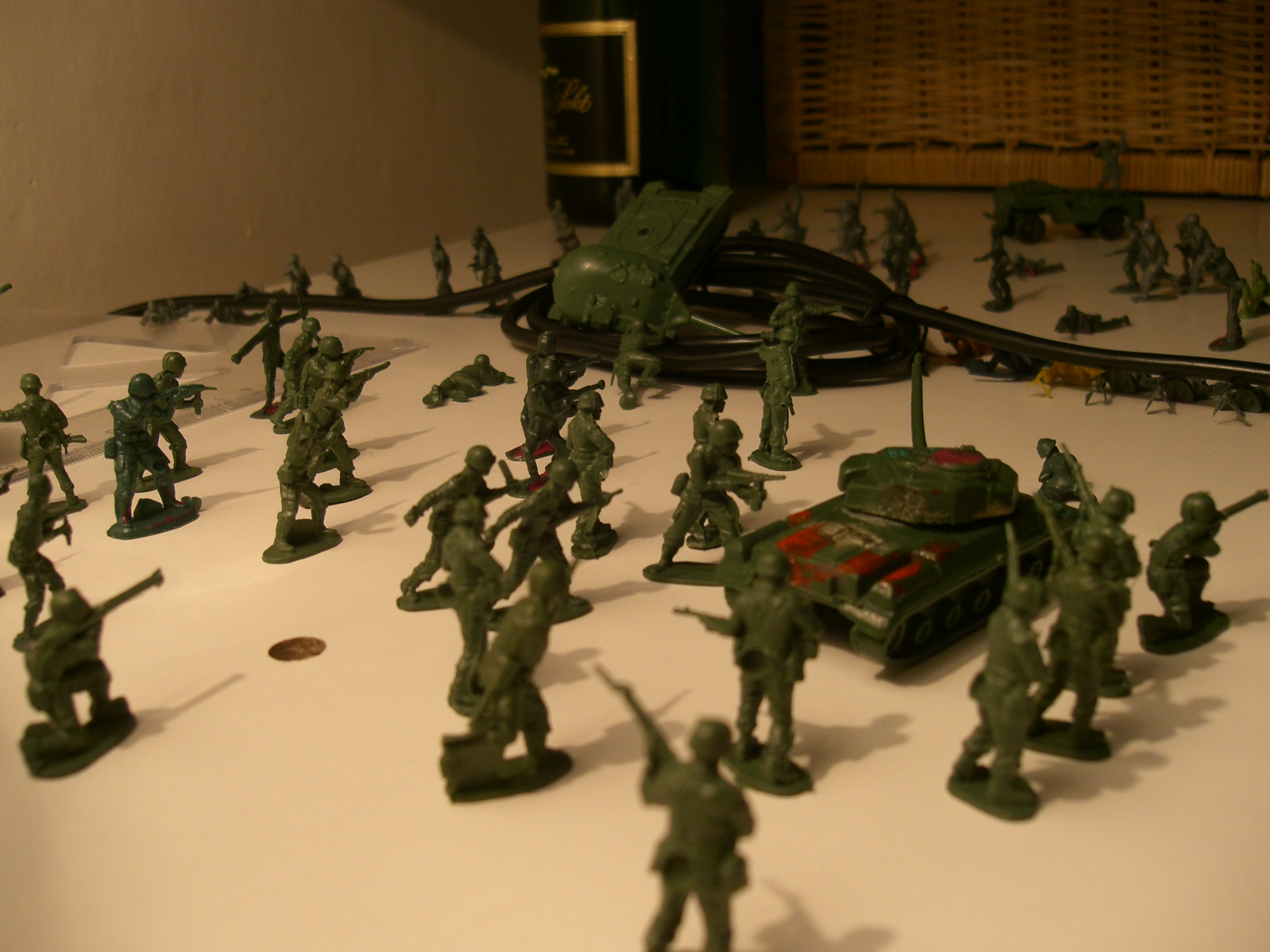
Chiến trường nhìn từ một bên.

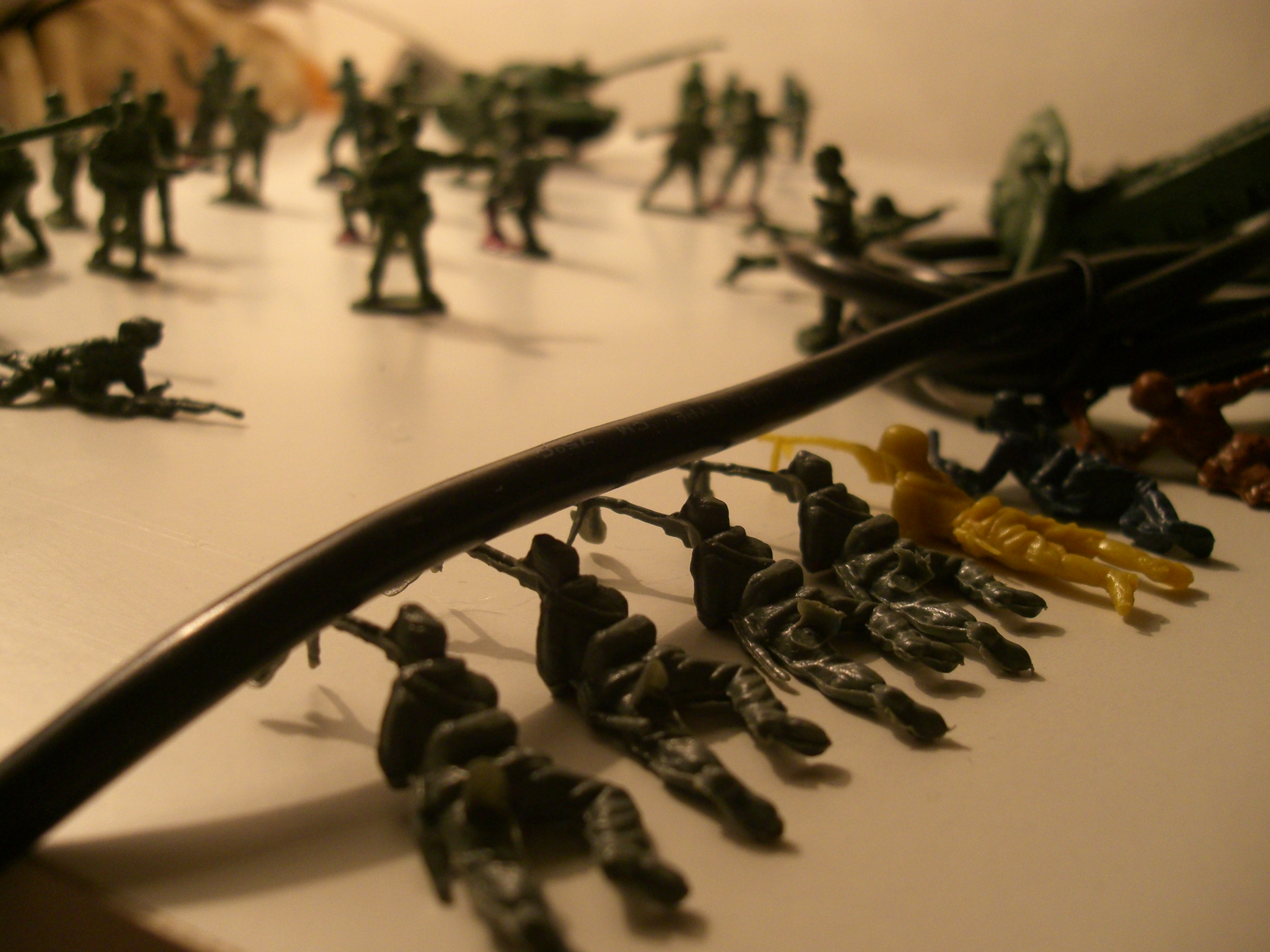
Một cảnh chiếu đấu từ phe kia.

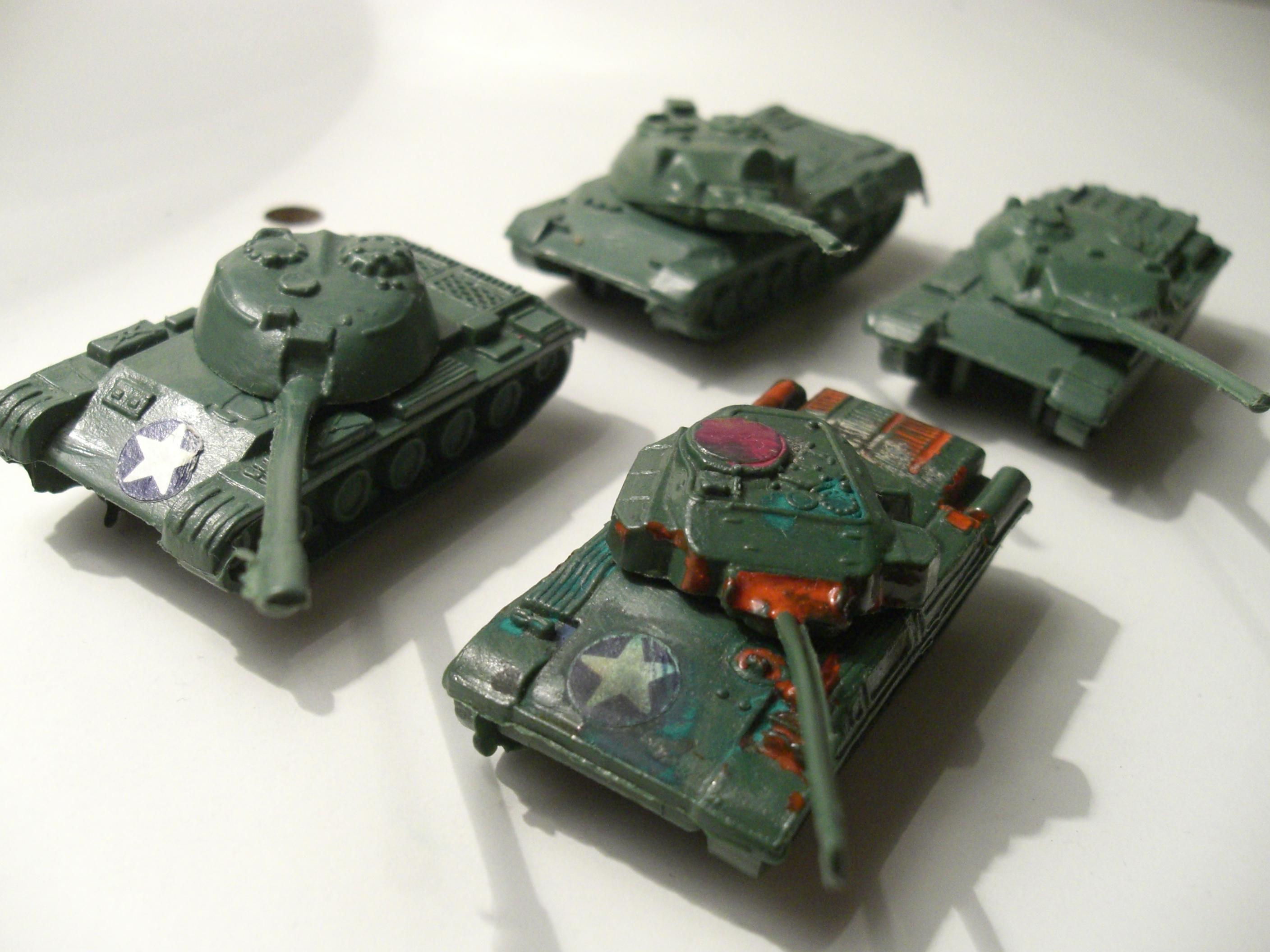
Một nhóm xe tăng M48.

Tiền thân của Army Men là những người lính thiếc cổ xưa. Được làm bằng nhiều loại hợp kim giá rẻ khác nhau gồm thiếc, kẽm, chì, hoặc antimon, những loại đồ chơi cỡ nhỏ trở nên phổ biến vào cuối thập niên 1800. Đức là nhà sản xuất quan trọng nhất vào thời điểm đó, tiếp theo là Anh và Pháp. Nguyên bản có ba loại: rắn, phẳng và nửa rắn. Chất rắn làm ra những figure full 3D, phẳng làm ra những người lính dát mỏng, figure loại rất mỏng và nửa rắn thì nằm ở một nơi nào đó trong khoảng giữa. Về sau, những công ty này đã tạo ra chất rắn rỗng, khiến cho figure trông nhẹ hơn và giá thành rẻ hơn, dễ sản xuất và vận chuyển.
Những chú lính đồ chơi thuở ban đầu thường bao gồm cả quân đội hiện tại và trong lịch sử, từ thời Ai Cập cổ đại đến thời đại Victoria. Chúng được sơn màu sắc tươi sáng bóng loáng và được bày bán trong những cái hộp, thường một hộp có khoảng sáu đến tám chú lính. Phụ kiện kèm theo bao gồm toàn bộ các toa xe lửa, đại pháo, xe chở đạn, thiết bị máy móc, cầu phao, công sự và các công trình. Số khác được đúc, hoặc làm từ gỗ, chất tổng hợp và giấy bồi.
Người lính đồ chơi trung bình đứng cao từ 2 đến 3 inch. Một công ty của Anh là Britains, Ltd đã giúp chuẩn hóa kích thước khoảng tỷ lệ 54mm. Một figure nhỏ hơn xuất hiện có chút tiêu chuẩn hóa đến 30mm, và được sử dụng chủ yếu cho những bộ Wargame thu nhỏ. (Tỷ lệ cho lính nhựa dòng Army Men được thể hiện theo hai cách Ví dụ, "54mm" có nghĩa là chiều cao của một figure đứng trung bình sẽ được cho là cao. 1/32 có nghĩa rằng con số này là 1/32 chiều cao đối với bản sao thực sự của nó. Đây là tỷ lệ thứ ba sử dụng hiếm khi được vay mượn từ những mô hình đường xe lửa và được thể hiện bằng chữ N, TT, HO, S, OO, O, G. Các ký tự này tương ứng với từng tỷ lệ khác nhau như N-1/160, TT - 1/100, HO - 1/87 hoặc 20mm OO - 1/76 hoặc 25mm, S - 1/64 hoặc 30mm, O - 1/48 hoặc 40mm, G - 1/32 hoặc 54mm).
Các nhà sản xuất của Mỹ đã bắt đầu sản xuất những figure vào khoảng Thế chiến I. Với nhiều tỷ lệ khác nhau từ tỷ lệ 45mm tới tỷ lệ 90mm. Thời kỳ rất đa dạng từ thời chiến tranh giành độc lập, Nội chiến Mỹ, Cao bồi và người Da đỏ cùng các loại xe cộ đều được phân chia thành tỷ lệ bên ngoài như xe tải và máy bay. Các nhà sản xuất đã cho đúc những figure của họ bằng gang. Về sau, các chú lính chì của Mỹ được thiết kế đúng theo kích thước tiêu chuẩn. Ngoài ra, các nhà sản xuất còn bổ sung thêm những chủng loại khác như lính vũ trụ, băng đảng, và một số đạo quân nước ngoài khác. Các chất làm ra figure rất đa dạng từ chất rắn đến nửa rắn.
Một trong nhiều dòng figure nổi tiếng đều được thực hiện ở New Jersey. Thường gọi là "vỏ chân", tức là bàn chân của lính được giới hạn trong một đế nhựa tròn giúp chúng trụ vững hơn. Đó là dòng figure thời Thế Chiến II bao gồm một loạt các nhóm lính quân nhân với đủ tư thế chiến đấu khác nhau. 
Nhiều công ty khác cũng bắt tay vào việc sản xuất đại trà Army Men. Hầu hết đều được chế tạo ở Đài Loan và Hồng Kông. Thứ phổ biến nhiều nhất vào cuối thập niên 1950 và đầu 1960 đều thuộc loại không nhãn hiệu, như những mẫu đúc lại của hãng Timmee, các figure nhỏ bằng ngón tay của hãng Ideal và một loại khá phổ biến với đôi chân rất phẳng và không đứng yên. Những loại ngoài tiêu chuẩn nhỏ hơn 40mm cũng được nhiều người ưa chuộng. Army Men được bày bán công khai trong tất cả các cửa hàng đồ chơi. Mỗi túi nhựa thường bao gồm quân đội, lá cờ, và các loại phương tiện như xe jeep, xe tải, half-track, đại bác và xe tăng.
Một vài công ty lớn chỉ sản xuất những sản phẩm mang thương hiệu Army Men của riêng họ. Phổ biến nhất là Louis Marx Inc, một nhà sản xuất đồ chơi lớn còn bán loại xe điện kiểu O và những đồ chơi khác. Figure của Marx thường được bày bán cả trong những cái túi và hộp playset. Một bộ thường bao gồm binh lính, trang bị, công trình, công sự và phương tiện. Những thứ phổ biến nhất gồm bộ Chiến Trường (Mỹ vs Đức trong Thế Chiến II), Liên Bang và Hợp Bang trong cuộc Nội chiến Mỹ (màu xanh tượng trưng cho phe Liên Bang và màu xám tượng trưng cho phe Hợp Bang), Đồn Apache (Miền Viễn Tây nước Mỹ), Alamo và Hiệp sĩ với Viking. Tất cả ngoại trừ bộ Chiến Trường đã có một số mẫu in thạch bản cấu trúc kim loại đóng dấu. Chúng được lắp ráp và vừa khít với các bộ phận nhựa. Lâu đài còn có cả một tòa tháp có lỗ châu mai cổng và cây cầu kéo. Đồn Apache là một pháo đài nhựa với một doanh trại kim loại. Alamo gần như hoàn toàn làm bằng kim loại đóng dấu.
Hãng Ideal còn tự sản xuất những bộ playset cho riêng mình, trong khi hãng MPC lại cung cấp nguyên một bộ với những chú lính nhựa chỉ nhỏ bằng ngón tay. Những binh sĩ này được trang bị nhiều loại vũ khí riêng biệt. Người chơi có thể cầm, nắm hoặc ôm trọn người lính nhựa theo cách mà họ muốn. Chủng loại rất đa dạng từ những đội quân thuộc các thời kỳ khác nhau như Nội chiến Mỹ, Thế Chiến II, Quân đội Mỹ Hiện đại, Miền Viễn Tây và thậm chí là cả những người lính đến từ vũ trụ. Những bộ của Ideal và MPC không được sang trọng như Marx, nhưng họ cung cấp rất nhiều thứ mà một đứa trẻ cần để tham gia vào cuộc chiến.
Người lính đồ chơi nhựa đầu tiên do công ty Bergen Toy & Novelty (đọc tắt là Beton) của Mỹ chế tạo vào năm 1938. Beton cũng mua khuôn mẫu của một công ty chuyên về figure nhựa khác trước chiến tranh là Universal Plastics. Với việc bán đi số figure còn lại khi ngành công nghiệp đồ chơi bị ngưng đọng vào năm 1942. Figure của Beton được sơn y hệt những figure bằng kim loại và bày bán công khai ra thị trường đồ chơi, riêng lẻ hoặc một bộ đóng hộp khoảng bảy figure. Sau chiến tranh thế giới II, Beton sửa đổi những mẫu figure trong nỗ lực nhằm làm thay đổi kiểu mũ sắt Thế chiến I sang Thế chiến II.
Sau Thế chiến II, sản xuất nhựa được xem là một ngành công nghiệp có tiềm năng tăng trưởng với nhiều công ty cũ và mới làm cho các figure nhựa trở nên phổ biến rộng rãi tại Mỹ. Lính nhựa sau chiến tranh được bày bán mà không sơn phết, thường là màu xanh tương ứng với bộ quân phục quân đội Mỹ trong Thế chiến II. Những figure nhựa được bán đồng loạt trong các túi nhựa với một thẻ tiêu đề minh họa các kích cỡ khác nhau và giá cả kể từ đầu những năm 1950.
Bắt đầu từ thập niên 1950, hãng Louis Marx đã tung ra những hộp nguyên bộ các figure và phụ tùng kèm theo thường gọi là playset, như Trung tâm Huấn luyện Quân đội Hoa Kỳ và về sau là bộ Chiến Trường. Một hãng sản xuất cạnh trạnh khác là Tập đoàn Đa Nhựa (gọi tắt là MPC) cũng bày bán những figure nhựa trong các màu sắc khác nhau với các phụ kiện riêng biệt khác nhau, do đó các figure tương tự có thể được trang bị đồ giống như một người lính (màu xanh lá cây), nông dân, người khai hoang hoặc cao bồi (màu nâu), cảnh sát (màu xanh), lính trượt tuyết (màu trắng) lính vũ trụ (màu sắc khác nhau, thường là người ngoài hành tinh), hoặc những người lính trong cuộc Nội chiến Mỹ mang màu xanh và xám. 
Do những quan ngại về nhiễm độc chì vào thập niên 1950, đã làm thay đổi phương pháp sản xuất đồ chơi. Tính sẵn có của nhựa, cả cứng và mềm, cho phép các nhà sản xuất có thể làm ra những loại đồ chơi an toàn hơn với giá rẻ hơn. Cũng vì vậy mà với dòng Army Men, những chú lính nhựa mềm giá rẻ như vậy để chắc rằng chúng sẽ được bày bán trong các túi nhựa. Một số các nhà sản xuất chỉ đơn thuần là tái sản xuất các chú lính chì cổ xưa (ví dụ, bộ lính Mỹ Timmee Toys giống y hệt những chú lính chì cổ xưa). Một số hãng khác thì tiến hành việc thiết kế và sản xuất những loại lính nhựa mới. Nhựa cho phép hình thể một chú lính nhựa được gia công với độ chi tiết cao và do đó các thiết kế mới ngày càng giống thực hơn.
Trong suốt thập niên 1960, một mẫu mới của Army Men đã bước vào hàng ngũ. Đó chính là người lính vũ trang đạt tiêu chuẩn và được trang bị các thiết bị mới nhất như súng trường M-16. Với số khác thì mẫu Army Men mới này thường được bán trong các túi đựng, đi kèm một hoặc hai khí tài. 
Nền kinh tế nhựa được bán ra với số lượng lớn, đã dần phổ biến lính nhựa, sự cạnh tranh quyết liệt với các nhà sản xuất đã dẫn đến việc lính nhựa được bày bán trong các túi lớn của Marx và MPC với giá ít nhất là một đồng xu một mảnh vào giữa thập niên 1960. Trong thời gian này, Marx còn tung ra các phe phái thù địch có thực chiến đấu với các chú lính nhựa Mỹ như lính Đức (đúc màu xám) trong bộ "Army Combat" năm 1962 của họ và kẻ thù Nhật Bản (đúc màu vàng) trong bộ "Iwo Jima" của họ được phát hành vào năm 1963. Năm 1965, bộ "D-Day" của Marx giơi thiệu thêm phe đồng minh mới gồm Pháp (màu xanh da trời), Anh (màu vàng nâu nhạt) và Nga. Một trong những bộ playset mới nhất và lớn nhất của họ là vùng núi đa cấp "Pháo đài Navarone" được thiết kế dựa trên khẩu Đại bác Navarone có thực trong thập niên 1970 và là nơi diễn ra cuộc đấu trí vào giữa chiến tranh thế giới thứ hai khi người Mỹ ra sức chống lại Đức Quốc xã.
Đến thập niên 1970, một vài nhà sản xuất của Anh được biết đến với dòng sản phẩm figure tỷ lệ HO/OO bắt đầu cung cấp phiên bản Army Men cho riêng họ. Tuy nhiên, chúng đã được bày bán trên thị trường như các mô hình với tỷ lệ nhỏ hơn và giá thành rẻ hơn là những người lính đồ chơi đơn giản. Figure của các hãng Airfix, Matchbox và Timpo bắt đầu làm biến dạng sản phẩm của họ. Chúng được phổ biến giữa các nhà sưu tầm nghiêm chỉnh, như việc các bộ figure đóng hộp này không còn được bán sẵn trong các cửa hàng đồ chơi.
Những năm 1970 trở về sau đã chứng kiến một sự suy giảm trầm trọng của dòng đồ chơi chiến tranh do cuộc khủng hoảng về kinh tế cùng sự phản đối chiến tranh đang ngày càng lan rộng ra khắp thế giới. Marx, Ideal và một số hãng sản xuất khác nhanh chóng tìm cách tháo gỡ những khó khăn,đã để lại một hố sâu ngăn cách khó mà cứu vãn. Trong khi những chú lính không thương hiệu tiếp tục được nhập khẩu, sự đa dạng tổng thể dần giảm mạnh. Dẫn đến nguy cơ khiến nhiều figure đã biến mất hoàn toàn. Đặc biệt là trong cuộc chiến tranh Việt Nam, công việc kinh doanh và giá trị của loại đồ chơi quân sự bắt đầu suy giảm nghiêm trọng cùng với hình ảnh chiến tranh đã không còn được công chúng ưa chuộng và giá cả của nhựa gia tăng ngày càng cao do ảnh hưởng từ cuộc khủng hoảng dầu mỏ năm 1973.
Trong suốt thập niên 1980, dòng lính nhựa dần dần quay trở lại thị trường đồ chơi giá rẻ bằng những loại mẫu mã mới cùng sự tham gia của một số công ty nhỏ khác, thế nhưng sự tăng trưởng và phát triển khá chậm chỉ đến hai thập niên sau mới đi vào giai đoạn ổn định. Ngày nay hầu hết lính nhựa đều được gia công và sản xuất với chi phí rẻ mạt ở Trung Quốc và các bộ lính nhựa không có phụ kiện kèm theo đang là hình thức phổ biến, nhất là các bộ playset của hãng Marx. Họ cũng làm loại lính nhựa với kích thước nhỏ hơn mức trung bình, thường không cao hơn 2,5 cm (một inch). Đa phần những figure này đều mô phỏng giống hệt những bộ figure mô hình của các công ty khác như Airfix và Matchbox. Chúng thường khác nhau về chất lượng hơn là số lượng.
Hiện tại, lính nhựa luôn được xem là loại đồ chơi ít tốn kém nhất, các loại figure đồ chơi bằng nhựa đều được bày bán rộng rãi và ảnh hưởng của chúng khá phổ biến. Ngoài dòng lính nhựa đặc trưng của Thế chiến II ra còn nhiều loại thuộc khá nhiều thời kỳ khác nhau như bộ cao bồi Viễn Tây và thổ dân da đỏ, nông dân trang trại, lính cầm thương, hiệp sĩ, khủng long, lính cứu hỏa, nhân viên cảnh sát và các bộ playset khác thường được bán cùng với lính nhựa quân nhân.
Trong những năm gần đây bắt đầu từ thập niên 1990 trở đi, có thêm sự bổ sung mới vào nhãn hiệu của Army Men chính là bản sao giá rẻ của các binh lính đóng hộp của Anh. Nhiều túi lính được nhân bản mô phỏng từ người lính nhựa của hãng Airfix và Matchbox. Chúng được bán trong túi xách, trong các thùng nhựa hoặc những cái chậu và trong những bộ playset đóng hộp. Đôi khi, những figure cổ của Mỹ thường được đặt trong những cái bàn học hoặc kệ sách. Một vài công ty đặc biệt còn cho đúc lại những figure tốt nhất của hãng Marx. Ngoài ra Army Men còn xuất hiện trở lại và mở rộng tầm ảnh hưởng của chúng thông qua những tựa game trò chơi điện tử của hãng 3DO bắt đầu từ phiên bản nguyên gốc, được phát hành vào năm 1998 dành cho các hệ máy console như PlayStation, PC, GameCube, Game Boy Color, Game Boy Advance và Xbox.

## Ảnh hưởng văn hóa

Kẹo dẻo lính nhựa Army men

Đối với trẻ em người Mỹ, khi chơi cùng lính nhựa thì thường làm nổ tung chúng bằng pháo hoa, được coi như một loại lễ nghi. Hiện tượng văn hóa này được miêu tả trong loạt game Army Men, một dòng trò chơi máy tính nổi tiếng của hãng 3DO từ cuối thập niên 1990. Phe Green của Army Men cũng nằm trong số các nhân vật trong bộ phim Toy Story của Disney vào năm 1995. Ngoài ra còn có thêm loại kẹo dẻo mang hình dáng của Army Men.
Bởi vì lính nhựa là loại đồ chơi không tốn nhiều chi phí, nên chúng hầu như chỉ dùng được một lần. Lính nhựa thường khuyến khích tạo ra sự đa dạng các loại hình sáng tạo cách chơi, bởi vì chúng có thể thực hiện rất theo nhiều cách khác nhau. Đặc biệt chúng khá tương thích với các hộp cát hoặc những bộ wargame đơn giản với quả bóng cao su hoặc viên bi, có thể cuộn hoặc ném vào các Army Men. 
Nhiều nhà phê bình đã cáo buộc Army Men chỉ khuyến khích việc sử dụng bạo lực bằng súng và chủ nghĩa quân phiệt, trong một khoảng thời gian dài, chúng đã bị cấm từ các trường học và các chương trình nhà trẻ bằng những chính sách vũ khí không nhân nhượng. Có một lần, trẻ em được yêu cầu thực hiện việc cắt rời vũ khí của lính nhựa thuộc dòng Army Men trên màn hình hiển thị trong một buổi lễ tốt nghiệp tiểu học.
Cách sử dụng khác thường đối với Army men đã được gắn những bài thơ và rải chúng quanh một bản kế hoạch "thơ du kích".

## Các loại lính nhựa
Từ nhiều năm trở lại đây, ngày càng nhiều nhà sản xuất đồ chơi đã lấy ý tưởng từ cuộc đại chiến thế giới lần hai để làm ý tưởng cho những chú lính nhựa sau này. Màu sắc lính nhựa không nhiều và chủ yếu xoay quanh các màu: xanh lá cây, xanh dương, xám, nâu, vàng nâu. Màu xanh lá thường là màu đại diện cho bên chính nghĩa trong khi những màu khi dùng để chỉ kẻ địch. Phương tiện chiến tranh đi kèm với Army men trong chủ đề chiến tranh thế giới lần hai thường không có sự phân biệt giữa các nước. Thường gặp là xe tăng, xe jeep, half track, pháo 88 li,... với màu xanh lá, vàng nâu, xám là chính.                                            Thế chiếnll                                                                                                                    
- Bộ binh Mỹ: xuất hiện với chiếc nón thép M1 cũ kĩ trên đầu cùng khẩu súng M16 trong tay. Phần lớn chúng thường mang trang phục của quân đội Mỹ những năm từ 1941 đến 1960 với màu đại diện chủ yếu là màu xanh lá cây như phe Anh.

- Bộ binh Anh: súng ngắm là một trong những điểm rất riêng của quân Anh so với quân đội các nước khác. Màu sắc thường thấy của quân Anh là màu xanh lá.
- Bộ binh Đức: trang bị súng trường tự động, có khi là một vài khẩu tiểu liên. Sĩ quan Đức thường đội mũ và cầm trong tay khẩu súng ngắn. Đa phần binh lính Đức có màu xám, nhưng dần dần về sau đã thay bằng màu xanh lá hoặc màu vàng nâu. Lính Đức xuất hiện ngày càng nhiều và thực sự đang là một đối thủ đáng gờm của lính Mỹ đã từng độc chiếm thị trường lính nhựa một thời.
- Bộ binh Nga: kiểu dáng đa dạng với gần 1939 bộ đồng phục khác nhau. Trang bị chủ yếu là súng trường, tiểu liên. Đặc biệt của lính Nga là đội trống cổ vũ khá mới và đẹp. Màu sắc của lính Nga thường là màu tối.
- Bộ binh Nhật: vàng nâu hoặc vàng với súng trường tự động, súng lục và tiểu liên,.. Một số sĩ quan của lính Nhật còn có cả thanh kiếm của các Samurai ngày xưa.

### Các thời kỳ khác
- Lính Ai Cập: thuộc loại hiếm, thường cầm thương, giáo với khiên vuông, tròn, một số thì cưỡi chiến xa.
- Lính La Mã: thuộc loại cực hiếm và rất đẹp. Một số lính được đúc liền khối với những cỗ xe ngựa, số khác thì cưỡi ngựa, nhưng phần nhiều là đi bộ. Loại lính này chỉ có hai màu rất đặc trưng.
- Hiệp sĩ và chiến binh: gần đây thường xuất hiện khá nhiều. Loại lính này khá đẹp với cả bộ binh lẫn kỵ binh. Màu sắc đa dạng nhưng dễ gặp nhất là màu trắng vàng hoặc trắng đen. Phụ kiện hỗ trợ có thể là máy bắn đá, cờ, khiên, lều, có khi là một lâu đài nhỏ bằng nhựa.
- Viking: cũng được xếp vào loại lính hiệp sĩ và chiến binh với chiếc mũ có sừng cùng những chiếc áo lông thú. Thậm chí một vài công ty sản xuất đồ chơi cũng làm ra những chiếc tàu Viking bằng nhựa đi kèm với loại lính này.
- Hải tặc: gần giống với loại lính chiến binh ở trên. Nhưng phụ kiện có thể là một chiếc tàu cướp biển, thuyền nhỏ, pháo, kho báu, cá mập,.....
- Lính cách mạng: xoay quanh cuộc chiến giành độc lập của 13 bang để thành lập Hợp chủng quốc Hoa Kỳ. Đây là loại lính "khó kiếm" với hai màu chủ đạo là màu xanh da trời và màu đỏ. lính này bao gồm bộ binh và kị binh, thậm chí có cả thổ dân.
- Lính Napoleon: khá phổ biến ở châu Âu và Bắc Mỹ chẳng kém loại lính thời Thế chiến. Chủng loại phong phú và đa dạng, thường tập trung ở bộ binh, pháo binh và kị binh, rất được dùng trong các bộ wargame và boardgame vì tính lịch sử của nó.
- Lính lê dương: khá là hiếm. Có cả lính bộ và lính ngựa, với phụ kiện thường là một hoặc một vài khẩu cannon. Thường lấy hình tượng lính Lê Dương Pháp và một số nước Ả rập. Màu sắc của loại lính lê dương này khá đa dạng và đẹp mắt.
- Lính Alamo: Alamo là một địa danh lịch sử của nước Mỹ ghi lại cuộc chiến nhằm mục tiêu mở mang bờ cõi về phương Nam. Đây là điểm tranh chấp trong vùng biên giới hai nước Mỹ và Mexico với cao điểm xảy ra vào năm 1836, khi trận chiến quyết liệt xảy ra tại Alamo. Với hai màu chính là trắng và xanh, màu trắng đại diện cho phe
- Cao Bồi và thổ dân: có nhiều màu sắc sặc sỡ và thường là ở trạng thái đứng hơn là cưỡi ngựa. Đi chung thường là những pháo kiểu cổ, lều hình nón, xuồng, những thân cây bằng nhựa dẻo.
- Lính nội chiến: cùng hình dáng một loại lính, thứ duy nhất để phân biệt giữa chúng là màu sắc hai bên khác nhau, một bên màu xanh đại diện cho phe miền Nam (Hợp Bang) thì bên kia màu xám đại diện cho phe miền Bắc (Liên Bang). Kèm với đó thường là hàng rào kẽm gai, súng cối, lô cốt.
- Lính cứu hỏa: thường ít thấy trên thị trường đồ chơi với trang bị chủ yếu là một hoặc hai chiếc xe cứu hỏa nhỏ.
- Cảnh sát và cướp: cũng vào loại khó gặp và không có bất kì trang bị nào như xe, máy bay,....
- Phi hành gia: xuất hiện từ sau năm 1962, với đặc điểm nhận diện là bộ đồ du hành không gian cùng cây súng lục hoặc súng trường trong tay. Phụ kiện kèm theo thường thấy nhất là tên lửa, rada. Loại lính này không khó tìm và có khá nhiều màu sắc như: đỏ, trắng, xanh, trắng bạc và vàng. Thỉnh thoảng cũng có thêm một vài con quái vật ngoài hành tinh.
- Quân giải phóng Việt Nam: thường đội mũ cối,mũ tai bèo và súng ak-47. Đối  phương là lính Mỹ

### Một số loại khác
- Lính thám hiểm châu Phi: không trang bị súng, chủ yếu là tay không hoặc rựa. Phụ kiện đi kèm khá nhiều như ca nô, lều, xe jeep, xe tải. Thổ dân đa phần chỉ có giáo mác và khiên đỡ.
- Thợ lặn; ống thở, bình dưỡng khí được đúc sẵn. Ngoài ra còn thêm một số loại sinh vật khác như cá mập, cá heo,rắn biển,... Hỗ trợ thêm một số phương tiện như tàu ngầm, thủy phi cơ, thậm chí là máy dò mìn dưới đáy biển.
- Quái vật: cao khoảng 3 inch với các nhân vật chủ yếu là Dracula, người Sói, xác ướp, côn trùng ăn thịt người,...
- Nông trại: chủ yếu là heo, bò, gà,....
- Sở thú: đa phần là động vật hoang dã như sư tử, gấu,...
- Khủng Long: khá to lớn so với chuẩn của Army Men nhưng chúng vẫn được xếp vào đồ chơi dạng này.
- Xe cộ: một vài nhà sản xuất còn cung cấp thêm những chiếc xe ô tô và xe tải bằng nhựa mềm. Kích cỡ của chúng đều được tiêu chuẩn hóa y như lính nhựa.

## Hãng sản xuất
- Marx
- Ideal
- MPC
- Timmee
- Lido
- Little Guys
- New Troops
- BMC
- Thành lộc toy